# Phlogacanthus annamensis
Phlogacanthus annamensis är en akantusväxtart som beskrevs av Raymond Benoist. Phlogacanthus annamensis ingår i släktet Phlogacanthus och familjen akantusväxter. Inga underarter finns listade i Catalogue of Life.